# Чернівецький район
Черніве́цький райо́н — один із трьох районів у Чернівецькій області України. Адміністративний центр — місто Чернівці. Чернівецький район утворено 19 липня 2020 року згідно із Постановою Верховної Ради України № 807-IX від 17 липня 2020 року в рамках Адміністративно-територіальної реформи в Україні. Площа — 4126,3 км² (50,6% від площі області), населення — 648,6 тис. осіб (1 січня 2022). Перші вибори Чернівецької районної ради відбулися 25 жовтня 2020 року.

## Географія

### Загальне положення
Районт розташован в центральний частині області.

## Адміністративний устрій
У складі району території 33 територіальних громад, з яких 6 міських, 4 селищні і 23 сільські, затверджених Кабінетом Міністрів України.
- Міські:
  1. Герцаївська
  2. Заставнівська
  3. Кіцманська
  4. Новоселицька
  5. Сторожинецька
  6. Чернівецька
- Селищні:
  1. Глибоцька
  2. Кострижівська
  3. Красноїльська
  4. Неполоковецька
- Сільські:
  1. Боянська
  2. Ванчиковецька
  3. Великокучурівська
  4. Веренчанська
  5. Вікнянська
  6. Волоківська
  7. Горішньошеровецька
  8. Кадубовецька
  9. Кам'янецька
  10. Кам'янська
  11. Карапчівська
  12. Магальська
  13. Мамаївська
  14. Острицька
  15. Петровецька
  16. Ставчанська
  17. Сучевенська
  18. Тарашанська
  19. Тереблеченська
  20. Топорівська
  21. Чагорська
  22. Чудейська
  23. Юрковецька